# Mieczysław Prószyński (prawnik)

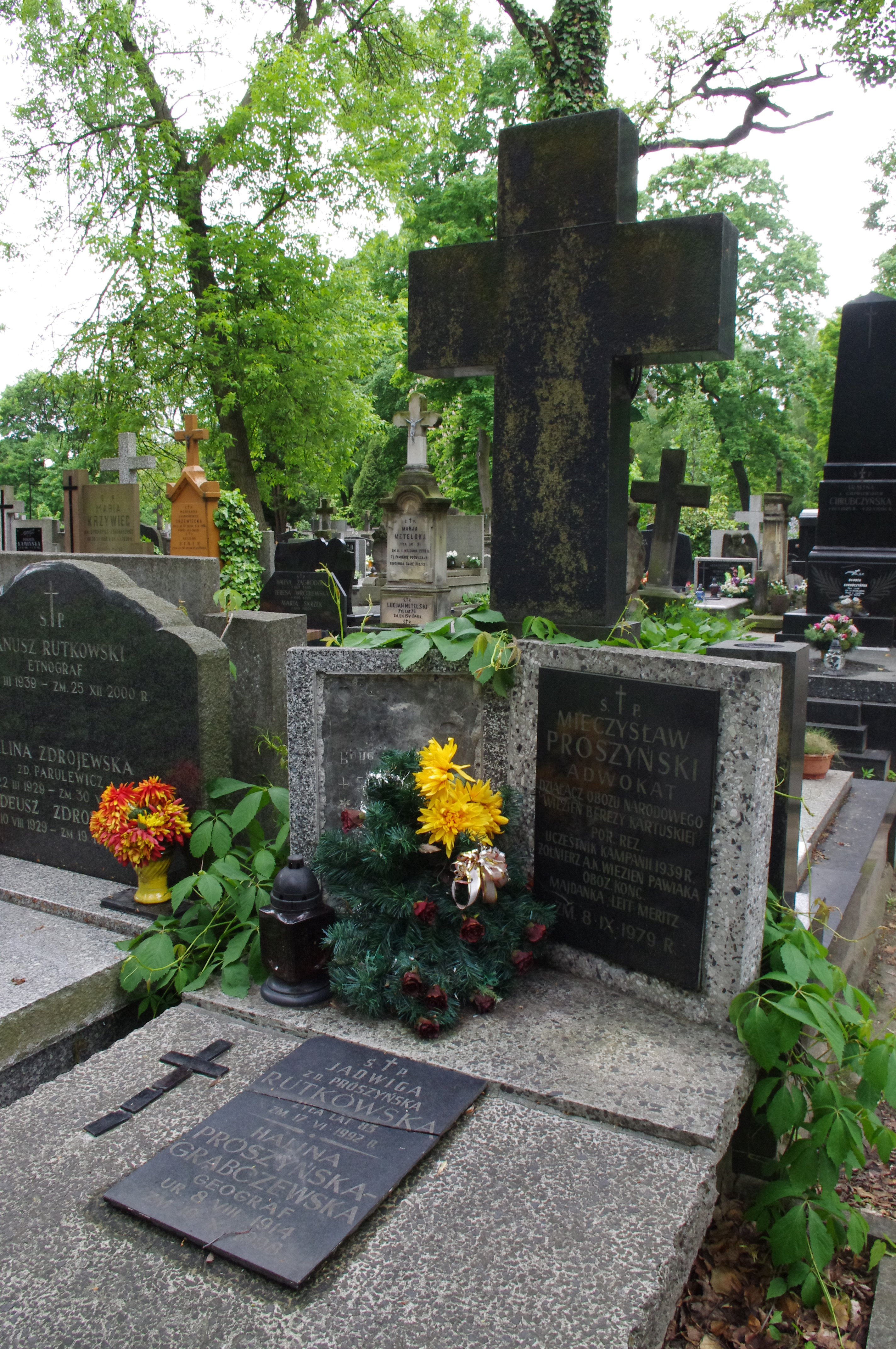
Grób adwokata Mieczysław Prószyński na cmentarzu Bródnowskim w Warszawie

Mieczysław Prószyński (ur. 1909, zm. 8 września 1979 w Warszawie) – polski adwokat, działacz ruchu narodowego (Obóz Narodowo-Radykalny).

## Życiorys
Ukończył studia prawnicze na Wydziale Prawa Uniwersytetu Warszawskiego. Był zaangażowany w działalność organizacji narodowych: od 1924 w Straży Narodowej, od 1928 był kierownikiem Sekcji Akademickiej w Obozie Wielkiej Polski (gdzie stał również na czele Sekcji Robotniczej). W 1933 stał na czele Sekcji Młodych Stronnictwa Narodowego. W latach 1929–1930 był prezesem „Bratniej Pomocy“ Studentów UW. 
Podczas zebrania 9 kwietnia 1934, gdy zakazano druku „Sztafety” oficjalnie opuścił Stronnictwo Narodowe deklarując powstanie nowej organizacji, która miała różnić się od pozostałych stosowanymi metodami.
Był jednym z sygnatariuszy Deklaracji Obozu Narodowo-Radykalnego, która została podpisana 14 kwietnia 1934 na stołówce Politechniki Warszawskiej. Był działaczem Obozu Narodowo-Radykalnego „ABC”, za co osadzono go 8 lipca 1934 w Berezie Kartuskiej. Zanim do tego doszło stał na czele Wydziału Stołecznego ONR oraz wchodził w skład Wydziału Organizacyjnego tego ugrupowania. Był członkiem Narodowego Zrzeszenia Adwokatów oraz Związku Adwokatów Polskich. Podczas II wojny światowej przebywał w obozach koncentracyjnych, m.in. na Majdanku (od 17 stycznia 1943). Po 1945 skupił się na działalności prawniczej. Udał się na emigrację. Został pochowany na cmentarzu Bródnowskim (kwatera 29A-3-1).